# Cnemidaster
Genre
Cnemidaster est un genre d'étoiles de mer de la famille des Zoroasteridae.

## Liste des espèces
Selon World Register of Marine Species (21 janvier 2015) :
- Cnemidaster gilesi (Alcock, 1893)
- Cnemidaster nudus (Ludwig, 1905)
- Cnemidaster sigsbeei (Perrier, 1894) -- Caraïbes
- Cnemidaster squameus (Alcock, 1893)
- Cnemidaster wyvillii Sladen, 1889 -- Région indonésienne et Japon
- Cnemidaster zea (Alcock, 1893)